# Odubel Herrera
David Odubel Herrera (ur. 29 grudnia 1991) – wenezuelski baseballista występujący na pozycji środkowozapolowego w Philadelphia Phillies.

## Przebieg kariery

### Minor League Baseball
W lipcu 2008 podpisał kontrakt jako wolny agent z organizacją Texas Rangers. Zawodową karierę rozpoczął w 2009 od występów w GSL Rangers 2 (poziom Rookie), następnie w 2010 grał w AZL Rangers (Rookie) i Spokane Indians (Class A-Short Season). W sezonie 2011 występował w Hickory Crawdads (Class A), a w 2012 w Myrtle Beach Pelicans (Class A-Advanced). W latach 2013–2014 był zawodnikiem Frisco RoughRiders (Double-A), Myrtle Beach Pelicans, a w sezonie 2014/2015 grał w występującym w Liga Venezolana de Béisbol Profesional zespole Tiburones de La Guaira.

### Major League Baseball
W grudniu 2014 przeszedł na zasadzie Rule 5 draft do Philadelphia Phillies, w którym zadebiutował 6 kwietnia 2015 w meczu przeciwko Boston Red Sox. 11 maja 2015 w meczu z Pittsburgh Pirates zdobył pierwszego home runa w MLB. W lipcu 2016 został po raz pierwszy powołany do NL All-Star Team.

## Nagrody i wyróżnienia
| Nagroda/wyróżnienie | Lata | Źródło |
| All-Star            | 2016 | [ 4 ]  |